# 杰克·斯佩尔曼
杰克·斯佩尔曼（英語：Jack Spellman，1899年6月14日—1966年8月1日），美国男子摔跤运动员，主攻自由式。他曾代表美国参加1924年夏季奥林匹克运动会摔跤比赛，获得男子自由式轻重量级金牌。